# レゾンデートル (ナイトメアの曲)
「レゾンデートル」は、ナイトメアの10枚目のシングル。

## 概要
2007年6月6日発売。全3タイプ同時発売、Aタイプ・Bタイプ各DVD付、Cタイプ『CLAYMORE』スペシャルイラストジャケット仕様 
オリコン週間チャートで初登場3位と自己最高を記録した。

## 収録曲
CD（A・B・Cタイプ共通）
1. レゾンデートル（作詞・作曲：咲人 編曲：ナイトメア）
日本テレビ系アニメ『CLAYMORE』オープニングテーマ。タイトルの「レゾンデートル」（raison d'être）とは哲学用語の一つで、フランス語で「存在理由」あるいは「存在意義」という意味である。
2. 叙情的に過ぎた時間と不確定な未来へのレクイエム（作詞・作曲：咲人 編曲：ナイトメア）
咲人が、音楽の夢に敗れていった友人たちへのレクイエムとして制作した曲。仮タイトルは「広瀬通り」。
3. Criminal baby（作詞・作曲：RUKA）
4thアルバム『the WORLD Ruler』からのシングルカット（アレンジ等の変更は行われていない）。アルバム内では『DEATH NOTE』をテーマとした三曲のうちのひとつとされており、プロモーションビデオも制作された。

DVD
- 「レゾンデートル」Video Clip（Aタイプ）
- 「Criminal baby」Video Clip、「the WORLD Ruler」「レゾンデートル」TV SPOT（Bタイプ）